# 135-й меридіан східної довготи
135-й меридіан східної довготи — лінія довготи, що лежить на 135 градусс східніше Гринвіцького меридіана. Вона проходить від Північного полюса через Північний Льодовитий океан, Азію, Тихий океан, Австралазію, Індійський океан, Південний океан та Антарктиду до Південного полюса.
135-й меридіан східної довготи формує велике коло разом із 45-тим меридіаном західної довготи.
Це центральний меридіан часового поясу UTC+9, також відомого як Японський стандартний час та Корейський стандартний час.

## Список географічних об'єктів, що перетинає 135° сх. д.
Починаючи на Північному полюсі та рухаючись до Південного полюса, 135-й меридіан східної довготи проходить через:
| Координати                                                   | Країна, територія або море | Примітки                                                                                             |
| ------------------------------------------------------------ | -------------------------- | --- |
| 90°0′ пн. ш. 135°0′ сх. д. / 90.000° пн. ш. 135.000° сх. д.  | Північний Льодовитий океан | |
| 76°40′ пн. ш. 135°0′ сх. д. / 76.667° пн. ш. 135.000° сх. д. | Море Лаптєвих              | |
| 71°30′ пн. ш. 135°0′ сх. д. / 71.500° пн. ш. 135.000° сх. д. | Росія                      | |
| 43°27′ пн. ш. 135°0′ сх. д. / 43.450° пн. ш. 135.000° сх. д. | Японське море              | |
| 35°41′ пн. ш. 135°0′ сх. д. / 35.683° пн. ш. 135.000° сх. д. | Японія                     | Проходить через острови Хонсю і Авадзі Проходить через Акасі                                         |
| 34°33′ пн. ш. 135°0′ сх. д. / 34.550° пн. ш. 135.000° сх. д. | Осацька затока             | |
| 34°17′ пн. ш. 135°0′ сх. д. / 34.283° пн. ш. 135.000° сх. д. | Японія                     | Проходить через острів Томогасіма[en]                                                                |
| 34°17′ пн. ш. 135°0′ сх. д. / 34.283° пн. ш. 135.000° сх. д. | Тихий океан                | Проходить східніше острова Нумфор[en], Індонезія Проходить західніше острова Міос-Нум[en], Індонезія |
| 3°19′ пд. ш. 135°0′ сх. д. / 3.317° пд. ш. 135.000° сх. д.   | Індонезія                  | Проходить через Нову Гвінею                                                                          |
| 4°20′ пд. ш. 135°0′ сх. д. / 4.333° пд. ш. 135.000° сх. д.   | Арафурське море            | Проходить східніше островів Ару, Індонезія                                                           |
| 12°13′ пд. ш. 135°0′ сх. д. / 12.217° пд. ш. 135.000° сх. д. | Австралія                  | Північна Територія Південна Австралія                                                                |
| 33°44′ пд. ш. 135°0′ сх. д. / 33.733° пд. ш. 135.000° сх. д. | Індійський океан           | Австралія визнає цю акваторію частиною Південного океану[1][2]                                       |
| 60°0′ пд. ш. 135°0′ сх. д. / 60.000° пд. ш. 135.000° сх. д.  | Південний океан            | |
| 65°21′ пд. ш. 135°0′ сх. д. / 65.350° пд. ш. 135.000° сх. д. | Антарктида                 | Проходить через Австралійську антарктичну територію (претендує Австралія)                            |